# 妙見寺 (赤穂市)
妙見寺（みょうけんじ）は兵庫県赤穂市坂越の宝珠山にある真言宗の仏教寺院。山号は宝珠山、本尊は如意輪観世音菩薩である。通称は妙見寺観音堂。「太平記」に登場する児島高徳ゆかりの寺として知られる。

## 概要
坂越浦を望む景勝地の宝珠山中腹に位置する。寺伝によれば8世紀中期、行基を開山として創建されたという。
嘉吉の乱（1441年）の頃には、宝珠山の山腹に16の坊舎と9つの庵を構えた大寺であったが、1485年（文明17年）の僧兵一揆によりその殆どが焼失した。
当初、観音堂は妙見寺の奥の院として1659年（万治2年）に宝珠山の山頂付近にあり、1722年（享保7年）に中腹の現在地（龍泉坊跡地）に移建された。

神仏習合時代は宝珠山麓に鎮座する大避神社の神宮寺でもあり、同神社と祭神である秦河勝とは縁が深い寺であったが、明治時代初頭の神仏分離令によって分離された。

妙見寺観音堂は、宝形造、本瓦葺、桁行３間、梁間３間、正面１間は外壁が無く吹き放しの県内でも数の少ない懸造り形式で建てられており、江戸時代中期の寺院建築の遺構として貴重なことから平成９年（１９９７）に赤穂市指定有形文化財に指定されている。

蛙股には東西南北の方角に合わせた十二支の彫刻があり、4枚の三角形を合わせたお堂の屋根はピラミッドと同方向を向く（追記：ギザのピラミッドを確認したが、これは誤り）。ここから眺めることの出来る瀬戸内の眺望は、生島、宝珠山霊場、大避神社と併せた坂越のパワースポットとして注目されている。

## 境内
- 観音堂 - 別名「円通閣」、懸造り形式、三間四方、本瓦葺。如意輪観世音菩薩、六観音像、阿弥陀如来像、弥勒菩薩像、弘法大師像安置。1659年宝珠山山頂に奥の院として建立、1722年に現在地に移建。市指定有形文化財
- 薬師堂 - 薬師如来、不動明王、文殊菩薩安置
- 妙見堂 - 妙見大菩薩、虚空蔵菩薩安置
- 地蔵堂 - 地蔵菩薩安置
- 稲荷堂
- 奥の院
- 宝珠山八十八箇所霊場
  - 和田備後守範長公一族五霊位の墓

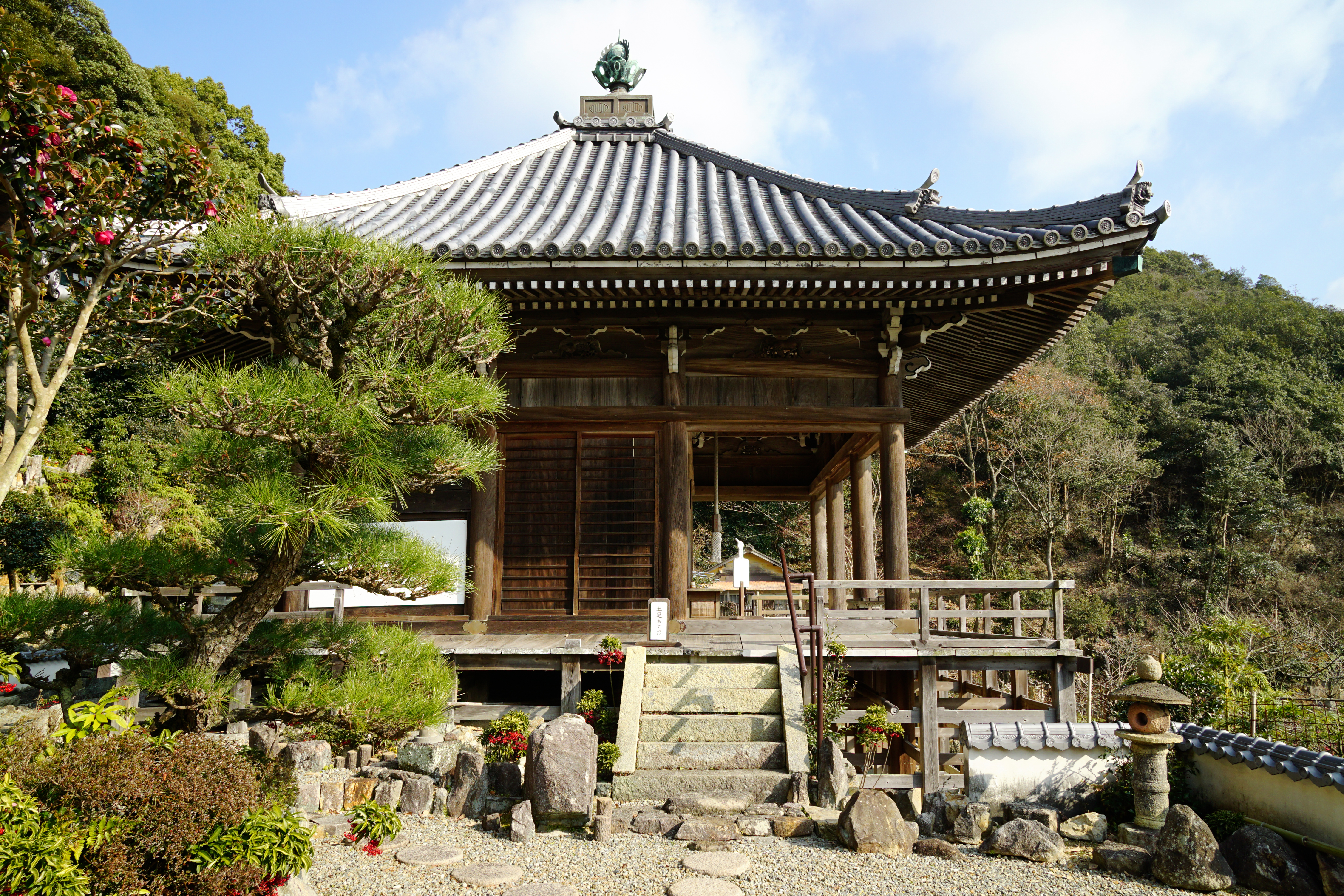
観音堂
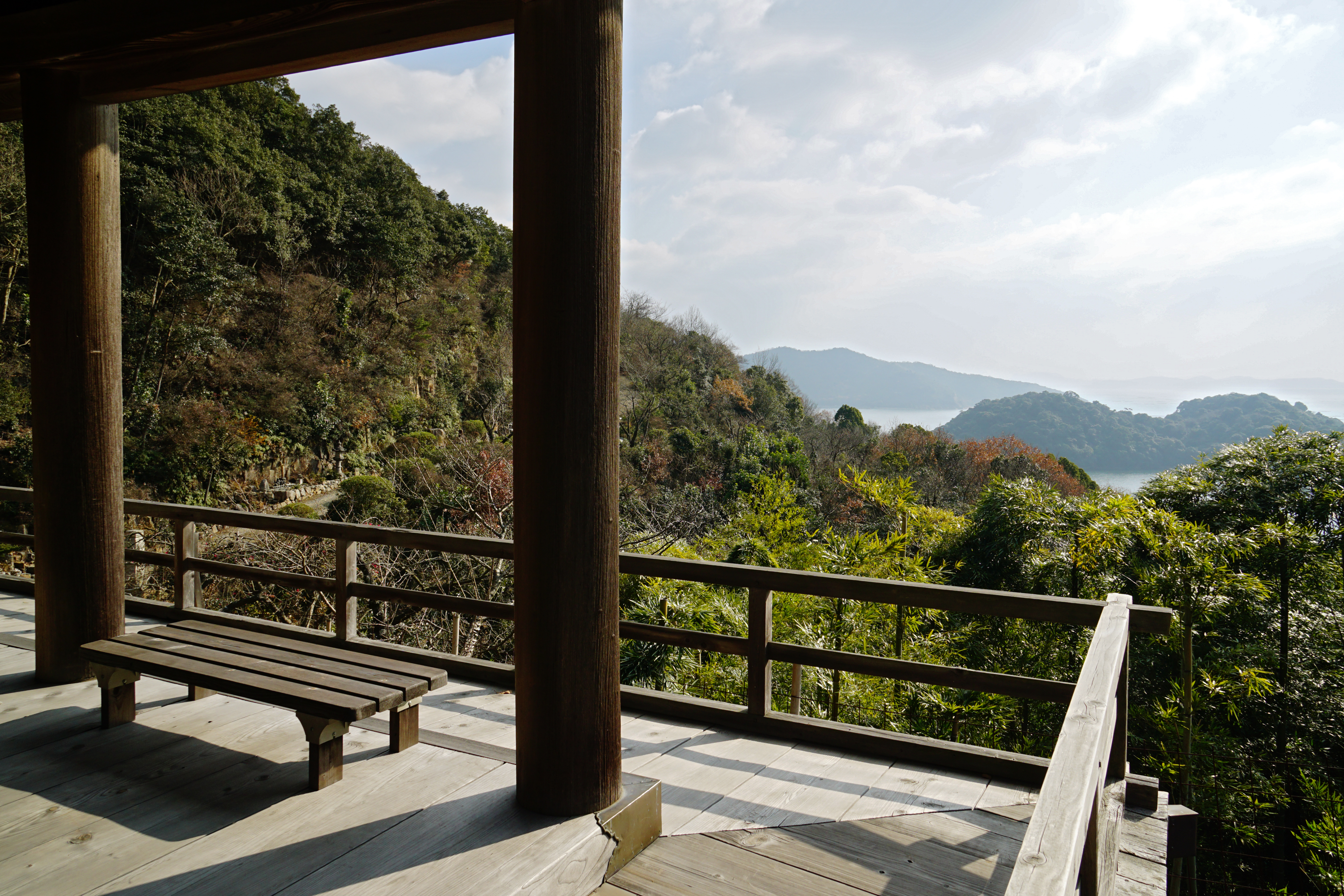
観音堂から、生島を望む
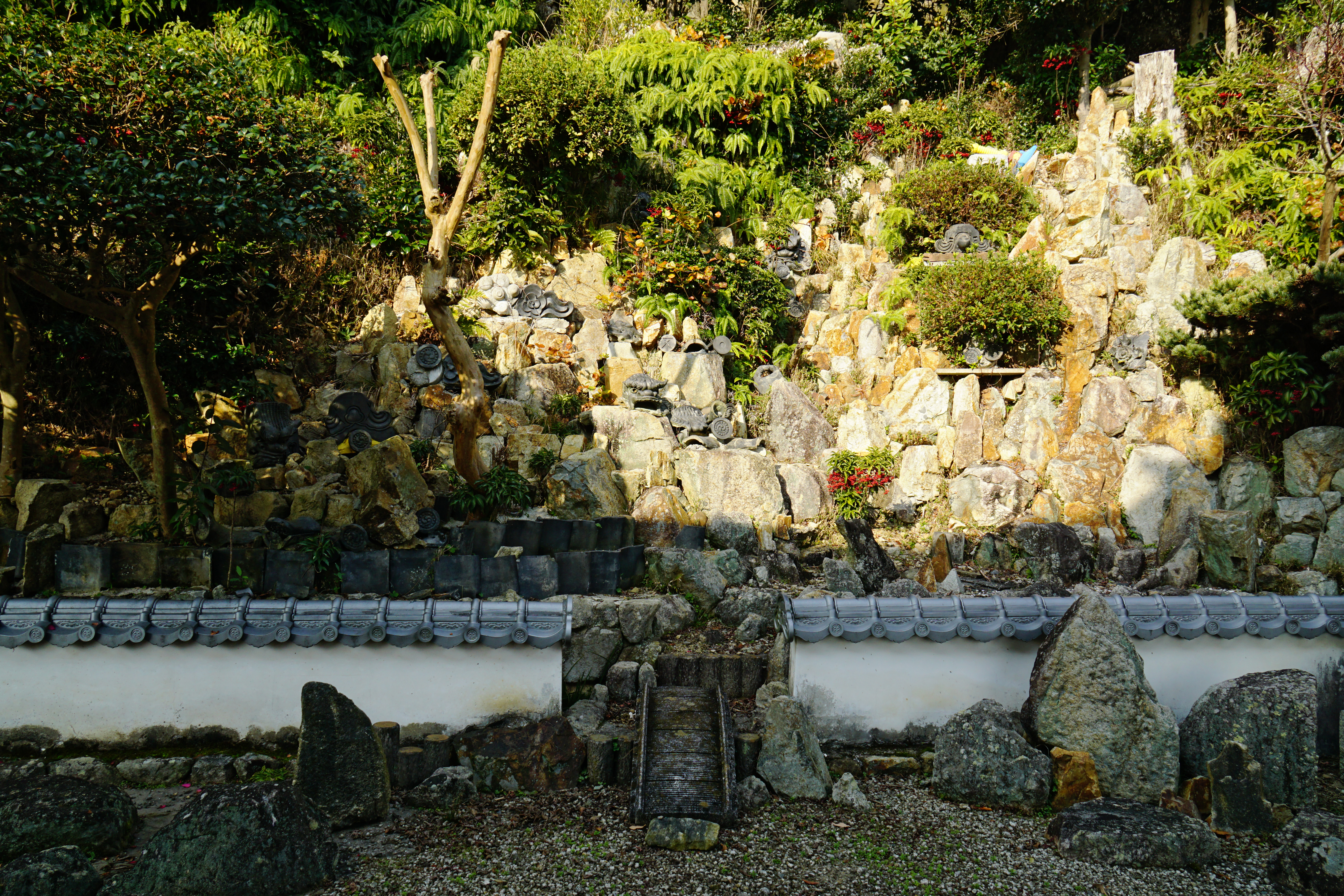
石庭
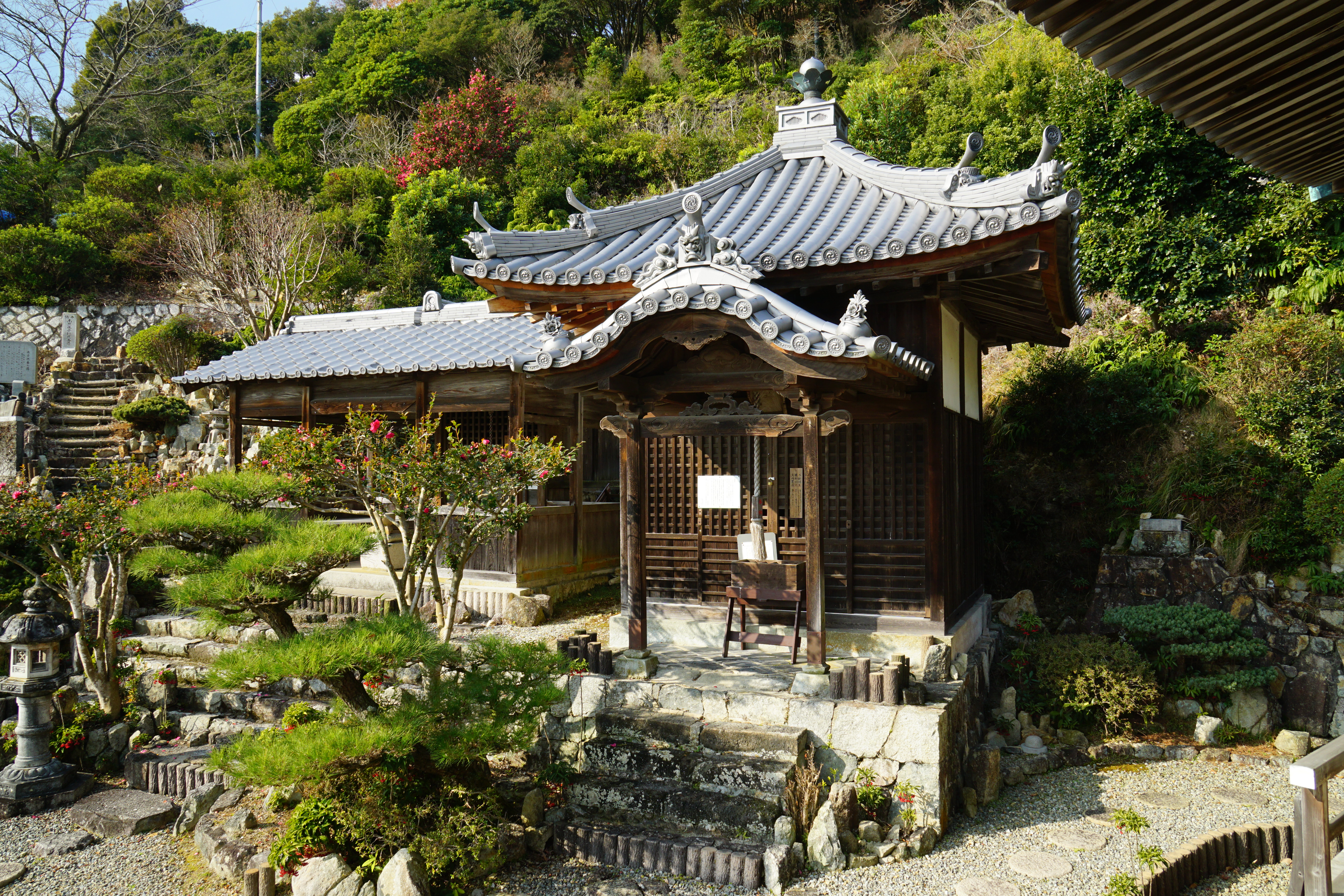
薬師堂

## 山内
- 船岡園
  - 児島高徳の墓
  - 忠魂碑
- 茶臼山城跡

## 交通アクセス
- JR赤穂線 坂越駅 徒歩20分

## 周辺情報
- 坂越 （都市景観100選）
  - 坂越まち並み館、旧坂越浦会所、奥藤酒造郷土館、大避神社、妙見寺、妙道寺、児島高徳朝臣の墓、坂越浦城跡、茶臼山城跡、船岡園、みかんのへた山古墳、海の駅しおさい市場、千種川 （名水百選）
- 生島 （国の天然記念物、瀬戸内海国立公園）
  - 秦河勝の墓
- 御崎 （瀬戸内海国立公園）